# Notomuraenobathys
Notomuraenobathys is een monotypisch geslacht van straalvinnige vissen uit de familie van de aalkabeljauwen (Muraenolepididae).

## Soort
- Notomuraenobathys microcephalus (Norman, 1937)